# Delage D6
O Delage D6 foi um chassis de veículo que teve várias carrocerias de luxo com motor de seis cilindros, construído pela empresa francesa Delage de Louis Delage, produzido de 1930 até 1940 e após a Segunda Guerra Mundial de 1946 até 1953.

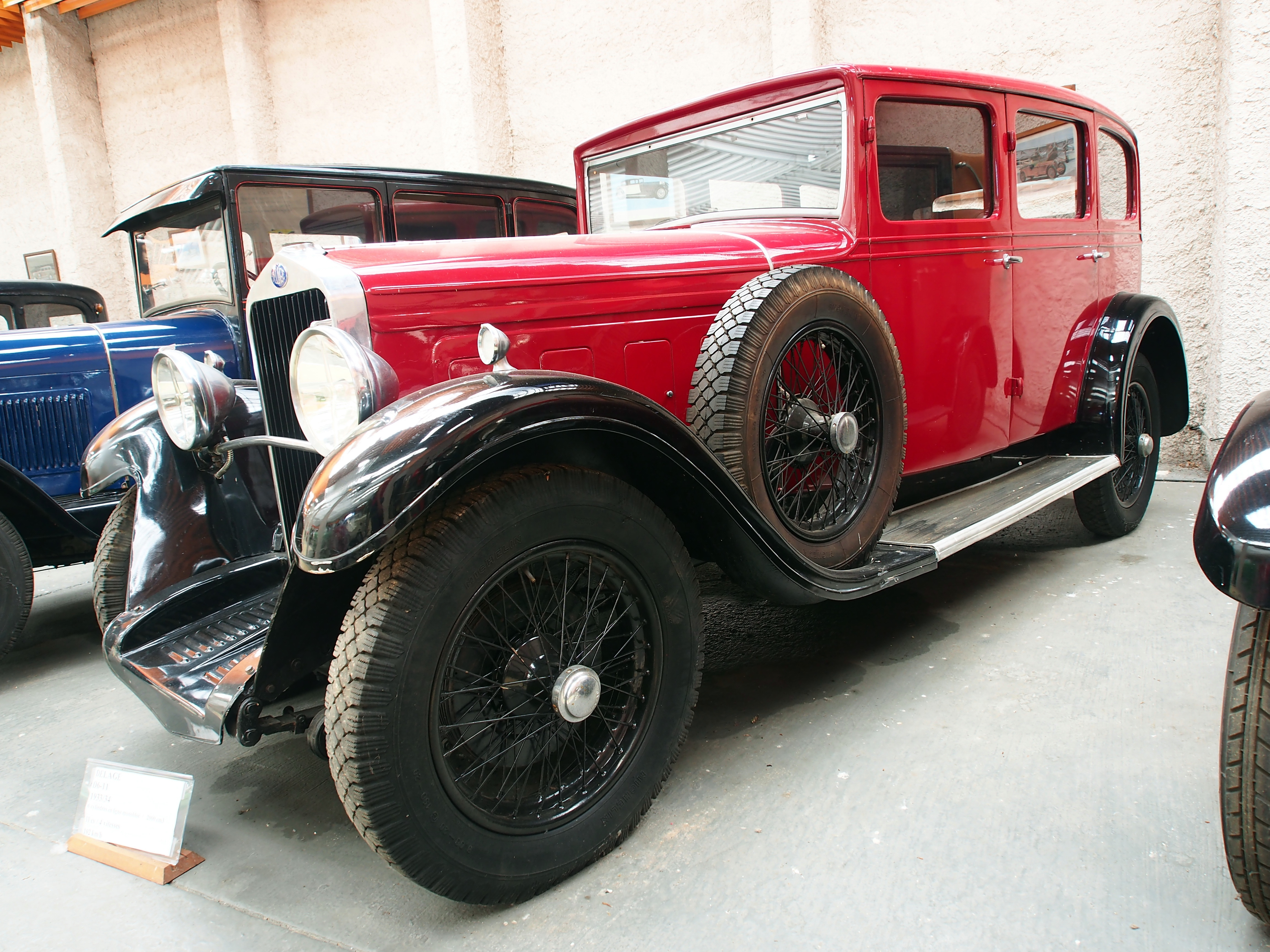
Delage D6-11
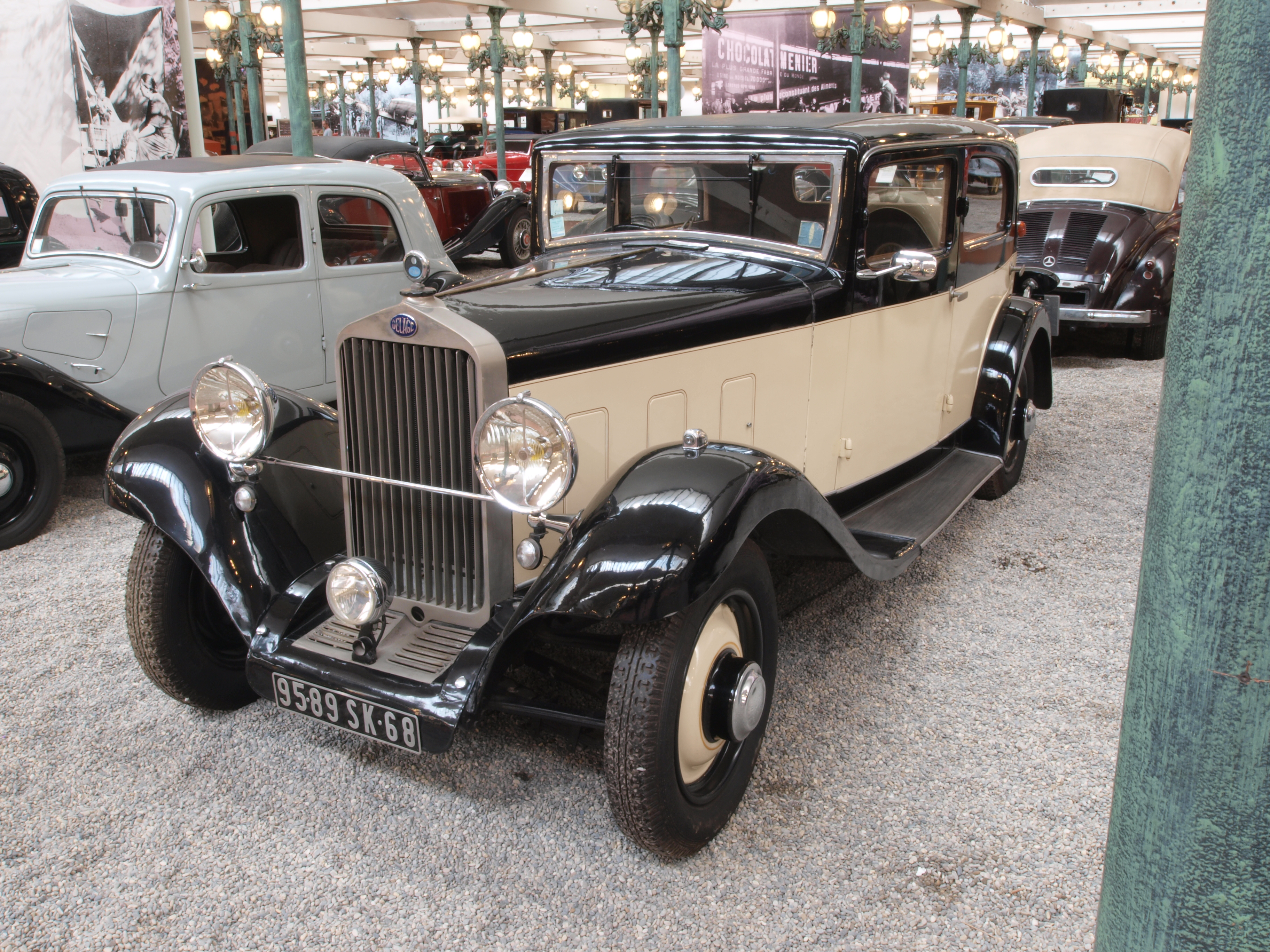
Delage D6 Berline
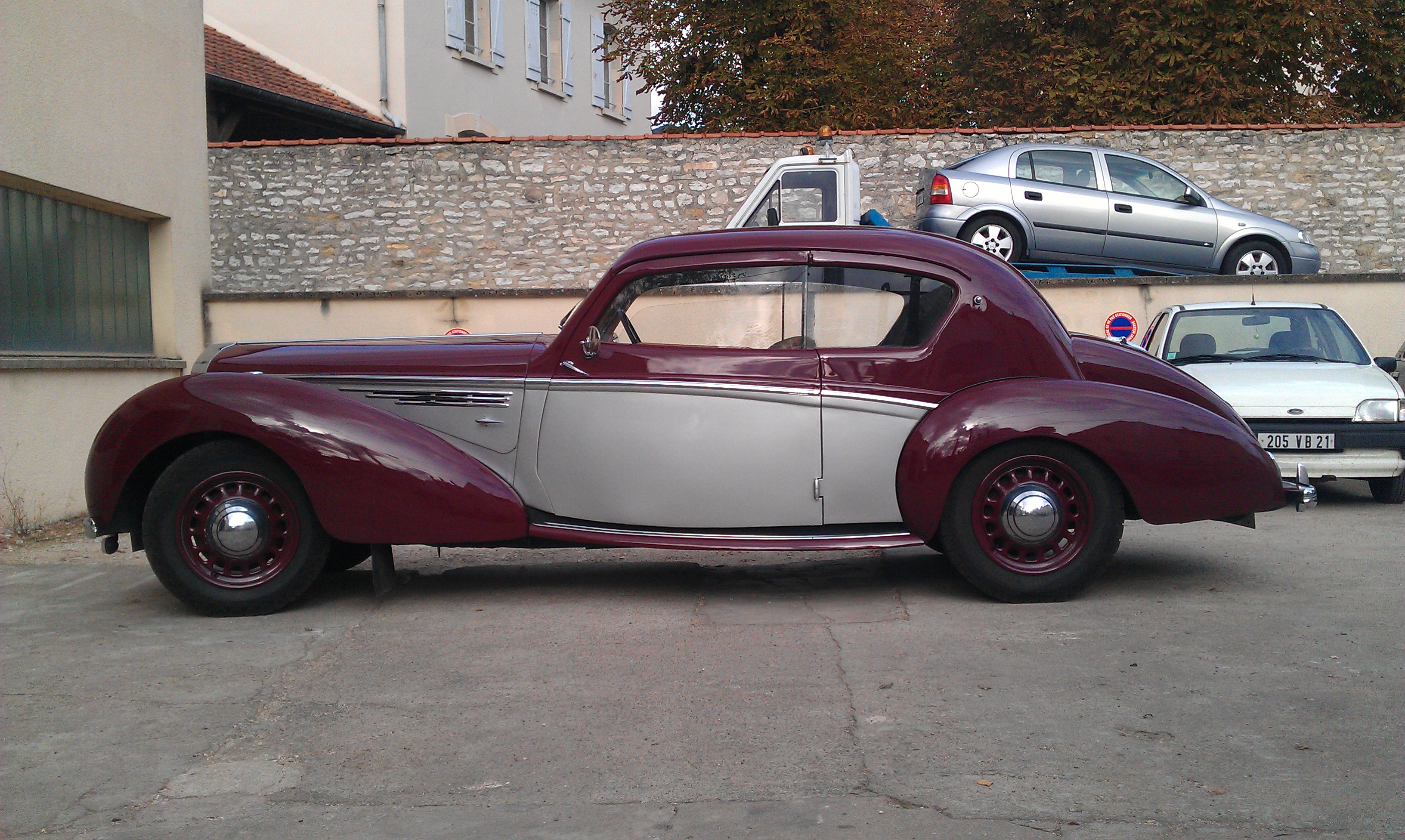
Delage D6-70 com carroceria da Letourneur et Marchand
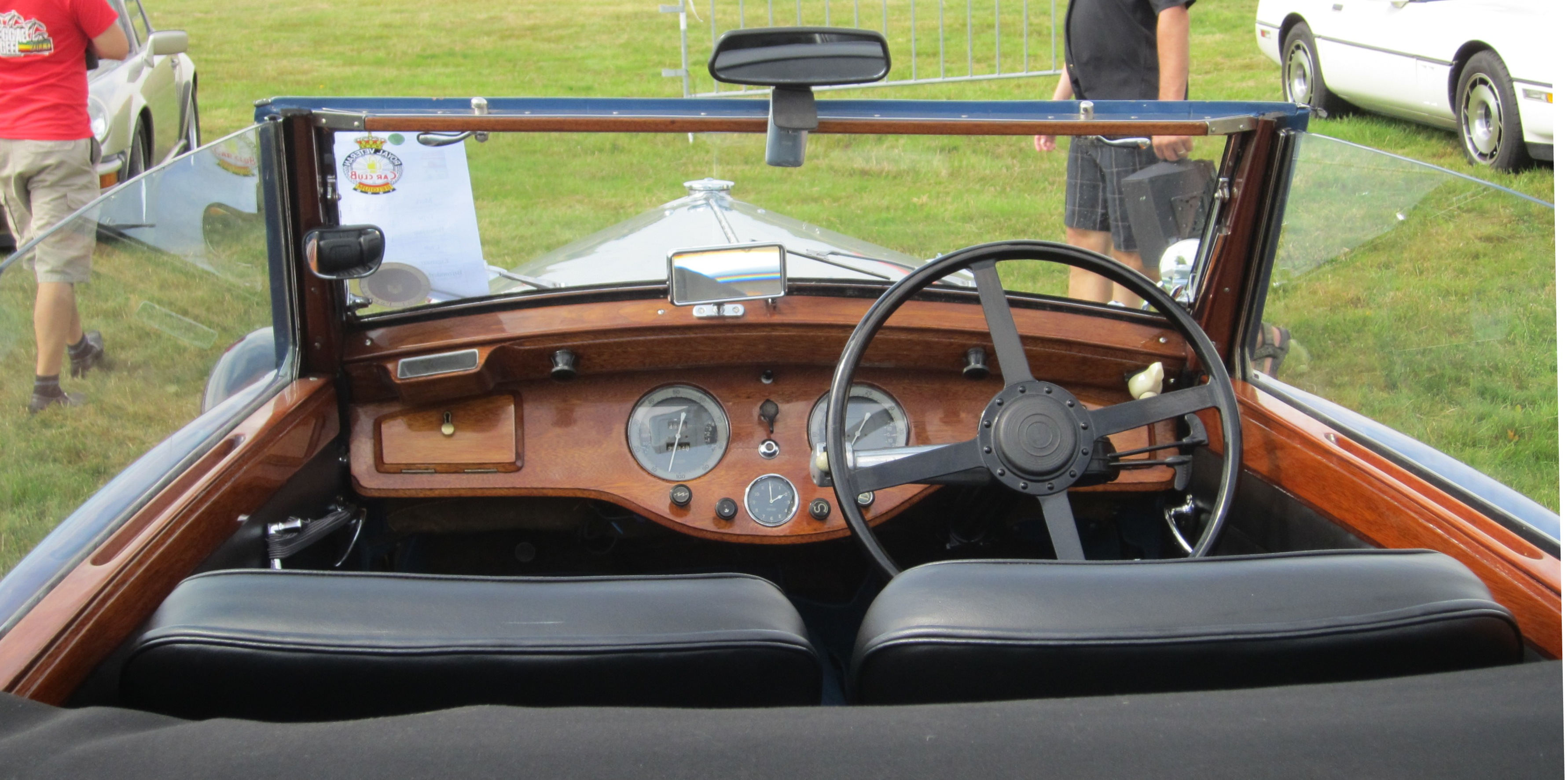
Painel do Delage D66-70